# HD 152843
HD 152843 — одиночная звезда в созвездии Геркулеса на расстоянии приблизительно 353 световых лет (около 108 парсек) от Солнца. Видимая звёздная величина звезды — +8,85m. Возраст звезды определён как около 3,97 млрд лет.
Вокруг звезды обращается, как минимум, две планеты.

## Характеристики
HD 152843 — жёлтый карлик спектрального класса G0. Масса — около 1,15 солнечной, радиус — около 1,43 солнечного, светимость — около 2,679 солнечной. Эффективная температура — около 6115 K.

## Планетная система
В 2021 году группой астрономов проекта TESS было объявлено об открытии планет HD 152843 b и HD 152843 c.